# Post SV Augsburg
Der Post SV Augsburg  ist ein Sportverein aus Augsburg. Die Tischtennismannschaft gehört zu den Gründungsmitgliedern der Herren-Bundesliga. Der Verein verfügt daneben unter anderem über Abteilungen im Aikido, Fußball, Handball, Schwimmen und Tennis. Am 1. August 2015 hatte der Post SV Telekom Augsburg 735 Mitglieder.

## Geschichte
Am 14. Juni 1927 wurde der Verein unter dem Namen Post SV Augsburg als Postsportverein gegründet. Hauptinitiator war Anton Arndt, damals Präsident der Deutschen Reichspost. Als erstes wurden die Abteilungen Fußball und Schwimmen ins Leben gerufen. Wegen des Zweiten Weltkrieges löste sich der Verein 1938 auf. Am 1. Februar 1947 erfolgte die Neugründung unter dem Namen ASV Augsburg (ASV = Allgemeiner Sportverein). Später wurde er in Post SV Augsburg umbenannt. Im Jahr 1955 wurde die Abteilung Judo gegründet die am 30. Juni 2015 den Sportbetrieb nach 60 Jahren einstellte und sich dem Judo-Club Augsburg e. V. anschloss. Seit 1989 erscheint sechsmal jährlich die Vereinszeitschrift, ab 1991 hieß der Verein Post SV Telekom Augsburg, seit 2015 wieder Post SV Augsburg e. V.

## Judo
Die Judoabteilung bildete sich ungefähr um den 1. Juni 1955 Als Mitglieder der ersten Stunde sind im Protokoll als 1. Vorstand Richard Roeck; 2. Vorstand Georg Bair und als Trainer Karl Baumbach aufgeführt, passiv und fördernd waren Herr Franz Lupbrand und Hugo Schneider, die wesentlich dazu beitrugen, dass Postler sich für Judo interessierten und der Abteilung beitraten. Ab 1960 hat Georg Bair die Abteilung übernommen und bis 1974 geleitet, Brigitte Link von 1975 bis 1976, von 1977 bis 1982 Gerhard Fürmetz, von 1982 bis 1986 Thomas Beck der die Abteilung an Petra Oberschmid übergab. Ab 1999 war Mathias Geislinger Abteilungsleiter. Zum 30. Juni 2015 schlossen sich alle aktiven Judoka dem Judo-Club Augsburg e. V. an.
In den Jahren 1966–1969 wurden Postzusteller in Selbstverteidigung unterrichtet. Das Training wurde lange Jahre unter sehr schlechten Bedingungen abgehalten, z. B. im Dachgeschoss, und in Unterrichtsräumen des Postamtes. Deutliche Verbesserungen brachte die Möglichkeit in verschiedenen Schulturnhallen zu trainieren. Trainingsstätten waren u. a. in der Löweneckschule, der Schillerschule, dem Peutinger-Gymnasium und der Wittelsbacher Schule.
Highlight der Jahre 2008–2010 waren die Präsentationen vor großem Publikum auf der Augsburger Frühjahrsausstellung. Auch die regelmäßigen Trainings- und Freizeitwochenenden wurden von den Mitgliedern wahrgenommen. Von 2004 bis 2015 kooperierte die Judoabteilung mit dem Hochschulsport Augsburg. Dadurch kamen viele Anfänger und Wiedereinsteiger im jungen Erwachsenenalter in die Abteilung.
Von 2010 bis 2015 bestand ein sportlicher Austausch mit dem schottischen Verein Highland Budokan in Augsburgs Partnerstadt Inverness.

## Tischtennis
Die Tischtennisabteilung wurde 1948 gegründet von Rudi Jennessen, Kurt Neher und Hans Steinbichler († 1972), vorher TTC Rot-Weiß Augsburg, sowie Hans Angenendt, vorher TSV 1871 Augsburg. 1952 schlossen sich weitere Aktive vom TSV 1871 Augsburg an, dessen Tischtennisabteilung sich aufgelöst hatte. In dieser Zeit bildete sich auch eine Damenmannschaft. In der Folge gewannen die Teams und die Aktiven mehrere Titel in Schwaben. Auch die Jugendarbeit wurde forciert. Aus der Jugend gingen bekannte Spieler wie Martin Ness und Erich Goldau hervor. 1960 stieg die Herrenmannschaft Martin Ness, Werner Kümmerle, Seppl Weber, Erich Trepl, Erich Goldau, Hannes Großmann und Bayerlein in die Oberliga Bayern auf. Als sich 1961 der Oberligaverein Polizei SV Augsburg auflöste wechselten mehrere Spieler, unter anderem Toni Breumair, zum Post SV. In der Saison 1965/66 wurde die Herrenmannschaft Dritter der Oberliga Süd. Dies berechtigte zur Teilnahme an einem Qualifikationsturnier zum Aufstieg in die neu geschaffene Bundesliga. Augsburg siegte in diesem Turnier und gehörte damit zu den Gründungsmitgliedern der BL, wo es in der Besetzung Martin Ness, Peter Stähle, Anton Breumair, Werner Kümmerle, Günter Wuchenauer, Josef Merk, Wilhelm Freyinger und Erich Goldau antrat. Sechs Jahre lang konnte das Team sich in der Liga halten, Platz fünf wurde 1966/67 und 1967/68 erreicht.
Der größte Erfolg wurde 1967 erzielt, als der Verein in der Besetzung Martin Ness, Peter Stähle und Günter Wuchenauer Deutscher Pokalsieger wurde. Im Endspiel wurde der VfL Osnabrück besiegt, was zur Teilnahme am Europapokal berechtigte. 1960 und 1969 erreichte man im Deutschen Pokal Platz drei.
In der Saison 1971/72 wurde die Mannschaft mit null Punkten Letzter und stieg aus der Bundesliga ab. Da mehrere Spieler den Verein verließen, zog man die Mannschaft in die Bezirksliga zurück. In der Folge stieg sie mehrmals wieder auf und erreichte 1980 die 2. Bundesliga. Hier spielte sie bis zum Abstieg 1988. 1992 stieg sie wieder in die 2. Bundesliga auf.
In der Saison 2007/08 spielt die Herrenmannschaft in der Bayernliga.
Bekannte Spieler waren Martin Ness, Peter Stähle, Toni Breumair, Andrei Masunow und Jindřich Panský.
2002 wurde die Jugendmannschaft Bayerischer Meister.

## Fußball
Der Verein hat auch eine Fußballabteilung, die allerdings nur von lokaler Bedeutung ist. Die erste Herrenmannschaft des Post SV spielte in der Saison 2018/19 in der elftklassigen B-Klasse Augsburg Südost. Zur Saison 2019/20 ist keine Mannschaft gemeldet.